# 辽宁省教育厅
辽宁省教育厅是辽宁省人民政府的组成部门、主管辽宁省教育工作的省级教育行政部门。现任厅长、党组书记为冯守权。